# Südgrönländisch
Südgrönländisch (Kujataamiusut) ist ein Unterdialekt des Westgrönländischen. Er wird im Süden Grönlands in der Kommune Kujalleq sowie im Distrikt Paamiut und in Qeqertarsuatsiaat im Süden des Distrikts Nuuk in der Kommuneqarfik Sermersooq gesprochen. Dieses Gebiets umfasst zusammen etwa 7500 Einwohner.

## Geschichte
Südgrönländisch wird als westgrönländischer Dialekt angesehen, der durch Sprachkontakt mit dem Ostgrönländischen entstanden ist, als die Tunumiit die grönländische Ostküste entlang nach Südgrönland einwanderten, wo sie auf die dort lebenden Kitaamiut trafen. Der Dialekt lässt sich in drei Unterdialekte aufteilen, die phonologisch näher am Westgrönländischen oder näher am Ostgrönländischen stehen. Der südlichste Unterdialekt des Südgrönländischen, der Kap-Farvel-Dialekt, wird in Narsarmijit und Aappilattoq gesprochen. Der nördlicher gelegene Dialekt deckt den größten Teil der Kommune Kujalleq mit den Hauptorten Nanortalik, Narsaq und Qaqortoq ab und wird deswegen auch Nanortalik-Narsaq-Qaqortoq-Dialekt genannt. Der nördlichste Teil des Dialektkontinuums, der Paamiut-Dialekt, erstreckt sich im Gebiet in der Kommuneqarfik Sermersooq um Paamiut und nördlich davon.

## Phonologie
Das Südgrönländische ist ein i-Dialekt, was am deutlichsten den ostgrönländischen Einfluss zeigt. In bestimmten Positionen wird /⁠u⁠/ somit zu /⁠i⁠/.
Der Kap-Farvel-Dialekt weist die deutlichsten Einflüsse des Tunumiisut auf. Wie in Ostgrönland wird auch hier /⁠ɣ⁠/ zu /⁠ŋ⁠/ nasaliert wie in iigaq „Wand“ > iingaq. /⁠fː⁠/ und /⁠çː⁠/ fallen hier zu /⁠kː⁠/ zusammen (saggaq „dünnbehaarte Robbe“ > sakkaq), während die uvularisierten Formen /⁠fː⁠/ und /⁠χː⁠/ zu /⁠qː⁠/ werden (arfineq „sechs“ > aqqineq). /⁠ɬː⁠/ wird zu /⁠d͡ʒ⁠/ wie in allaat „sogar“ > adjaat.
Sowohl im Kap-Farvel-Dialekt als auch im Nanortalik-Narsaq-Qaqortoq-Dialekt wird /⁠t͡ːs⁠/ vor /⁠a⁠/ und /⁠u⁠/ zu /⁠tː⁠/ wie in atsa „Tante väterlicherseits“ > atta. /⁠s⁠/ und /⁠ʃ⁠/ sind zusammengefallen, auch wenn dies mittlerweile auch für die meisten Sprecher der Standardsprache gilt. Langkonsonanten werden nach Langvokalen gekürzt wie in aamma „und“ > aama. Die Vokalkombination /⁠iu⁠/ tritt hier als /⁠iji⁠/ auf und hat somit noch einen erkennbaren Hiat, während sich der Laut im Ostgrönländischen zu /⁠iː⁠/ entwickelt hat, vergleiche die Ortsnamen Narsarmijit und Ittoqqortoormiit.
Der Paamiut-Dialekt zeigt nur geringe ostgrönländische Einflüsse. Der einzige besondere Lautwandel gegenüber dem Westgrönländischen neben /⁠u⁠/ > /⁠i⁠/ ist der Wandel von /⁠ua⁠/ zu /⁠ava⁠/ wie in atuarfik „Schule“ > atavarfik.

## Grammatik
Die südgrönländische Grammatik weist nur geringe Abweichungen zur westgrönländischen auf. Die verbale transitive Flexionsendung -vassi lautet hier -varsinga, während statt der intransitiven Endung -voq (3. Pers. Sg.) häufig -goq genutzt wird. In der Nominalflexion wird statt der Possessivendung -rput (1. Pers. Pl. Poss.) -vut genutzt.

## Wortschatz
Die südgrönländische Lexik weicht von der westgrönländischen ab, was vor allem für Tiernamen gilt. Das westgrönländische Wort qeeraq „Gestreifter Seewolf“ heißt im Südgrönländischen kigutilik, paaq „Mittelsäger“ entspricht südgrönländisch nujalik und miteq „Eiderente“ entspricht aagooq. Statt pujortuleeraq „Motorboot“ wird pujortuaraq genutzt. Weiterhin treten auch unter den grönländischen Derivationsmorphemen Unterschiede auf. Statt -suaq „groß“ wird -kulooq oder -sivasik oder zusammen -kuloorsivasik verwendet und statt -nnguaq „klein“ das auch anderswo übliche -araq.